# Número quadrado
Número quadrado ou quadrado perfeito, em matemática, é um inteiro que pode ser escrito como o quadrado de outro número inteiro. Ou ainda se a raiz quadrada de um número inteiro for outro inteiro, o primeiro é um número quadrado ou quadrado perfeito.

## Exemplos
Os primeiros 50 números quadrados são:
12 = 1
22 = 4
32 = 9
42 = 16
52 = 25
62 = 36
72 = 49
82 = 64
92 = 81
102 = 100
112 = 121
122 = 144
132 = 169
142 = 196
152 = 225
162 = 256
172 = 289
182 = 324
192 = 361
202 = 400
212 = 441
222 = 484
232 = 529
242 = 576
252 = 625
262 = 676
272 = 729
282 = 784
292 = 841
302 = 900
312 = 961
322 = 1024
332 = 1089
342 = 1156
352 = 1225
362 = 1296
372 = 1369
382 = 1444
392 = 1521
402 = 1600
412 = 1681
422 = 1764
432 = 1849
442 = 1936
452 = 2025
462 = 2116
472 = 2209
482 = 2304
492 = 2401
502 = 2500

## Faculdades
A partir do número 1 todos os números quadrados resultam duma sucessão matemática.
12 = 1
22 = 1+3=4
32 = 4+5=9
42 = 9+7=16
52 = 16+9=25
62 = 25+11=36
72 = 36+13=49
82 = 49+15=64
92 = 64+17=81
102 = 81+19=100
E assim por diante. O 2º somando deve-se a inicialmente começar como n=1, a seguir n+2=3, n+4=5, n+6=7, e assim por diante; Como visto todos os 2º somados são números ímpares pelo que se torna muito fácil calcular números quadrados fazendo apenas somas, desde que se pegue numa parte já calculada da sucessão. O 1º somando é sempre o número quadrado anterior. O 2º somando resulta da sucessão n=1, n1=n+2, n2=n1+2, n3=n2+2, assim por diante.
Todos os números quadrados são quadrados devido a serem um valor inteiro possível da área de um quadrado sempre que a raiz quadrada do valor da área do quadrado for um número inteiro, sendo o valor do resultado da raiz quadrada o valor de qualquer um dos lados do quadrado.
Além do mais, a soma de dois naturais consecutivos sempre resulta na diferença entre o quadrado dos dois.
```
1+2=4-1
2+3=9-4
3+4=16-9
```

Assim, pode-se criar uma generalização da forma:
```
(n)+(n+1)=(n+1)²-(n)²
2n+1=n²+2n+1-n²
2n+1=2n+1
```

## Propriedades
O número m é um número quadrado se e somente se pode ser representado por um quadrado de lado m:
| 1² = 1  |
| 2² = 4  |
| 3² = 9  |
| 4² = 16 |
| 5² = 25 |

A fórmula para o enésimo número quadrado é n2, que é igual a soma dos primeiros n números ímpares ({\displaystyle n^{2}=\sum _{k=1}^{n}(2k-1)}); assim um quadrado (ver figuras acima) resulta do anterior mais um número ímpar de pontos. Por exemplo, 5² = 25 = 1 + 3 + 5 + 7 + 9.
Lagrange provou que todo inteiro positivo é a soma de quatro números inteiros elevados ao quadrado.

## Números quadrados pares e ímpares
- Quadrados de números pares são pares: (2n)2 = 4 n².
- Quadrados de números ímpares são ímpares: (2n + 1)2 = 4(n2 + n) + 1.

Por consequência, raízes quadradas de quadrados pares são pares e raízes quadradas de quadrados ímpares são ímpares.
Outra forma de se provar que raízes quadradas de quadrados ímpares são ímpares: faça de conta que n² seja ímpar; assim,
- n² - 1 é par, mas
- n² - 1 também pode ser escrita como (n+1)(n-1) e, portanto,
- (n+1)(n-1) é par

Para que (n+1)(n-1) seja par, ao menos um dentre (n+1) e (n-1) tem que ser par. Digamos que n seja par; se n for par, tanto (n+1) quanto (n-1) são ímpares e a proposição não é verdadeira; agora, se n for ímpar, ambos (n+1) e (n-1) são pares e assim a proposição é verificada: se n² é ímpar, n também é ímpar.

## Quadrados de números racionais
Uma pergunta que pode ser formulada é a seguinte: seja {\displaystyle N} um número inteiro que não é o quadrado perfeito de outro número inteiro. Será que existe um número racional {\displaystyle {\frac {p}{q}}} tal que {\displaystyle \left({\frac {p}{q}}\right)^{2}=N?}
Para {\displaystyle N=2,} a resposta é negativa, ou seja, a raiz quadrada de 2 é um número irracional. Supõe-se que descoberta da irracionalidade de {\displaystyle {\sqrt {2}}} foi feita por um matemático grego discípulo de Pitágoras.
Uma prova genérica pode ser feita para os demais números, usando, por exemplo, o critério de Eisenstein de irreducibilidade de um polinômio.

## Curiosidades
"Todo quadrado perfeito par tem raiz par": 4, 16, 36, etc. são pares e possuem raiz par (2, 4, 6, ...).
PROVA: Suponhamos Q um "quadrado perfeito" (existe X inteiro tal que X2=Q) que seja número par, ou seja, existe um inteiro k tal que Q=2k. Assim temos X2=2k; logo a raiz de Q (ou seja X) é dada por {\displaystyle X={\sqrt {2k}}.} Como trata-se de uma relação de inteiros, 2k precisa ser também um quadrado perfeito, logo 2k é um inteiro, e para que seja um quadrado perfeito requer k=2y^2, ou seja, {\displaystyle X={\sqrt {4y^{2}}}=2y,} portanto um número par.
"Todo quadrado perfeito ímpar tem raiz ímpar": 1, 9, 25, etc. são impares e possuem raiz impar (1, 3, 5, ...).
PROVA: como já provamos para o caso par, pode-se recorrer à prova por absurdo. Se sua raiz quadrada fosse par, o próprio número, contrariamente à hipótese, seria par.
As propriedades a seguir foram notadas antes do advento da calculadora eletrônica, e ajudavam a conhecer de antemão que certos números não são quadrados perfeitos. 
"Todo número terminado em algarismos 2, 3, 7 ou 8, não é quadrado perfeito": basta avaliar os exemplos acima e outros mais.
PROVA: o algarismo em que termina um quadrado representa as unidades de um produto de dois números iguais, isto é, o produto da raiz quadrada multiplicada por si mesma. Ora o produto de dois números iguais acaba sempre em 1, 4, 5, 6, 9 ou 0. Portanto os números terminados em 2, 3, 7 ou 8 não são quadrados perfeitos, porque não podem ser o produto de dois números iguais.
"Todo número par que não for divisível por 4, não é quadrado perfeito": 2, 6, 10, 14, ... não fazem parte da lista de quadrados perfeitos.
PROVA: Todo o número par é divisível por 2, e se um número par for multiplicado por si mesmo, será divisível por 2, e por 2 x 2 = 4.